# Zdzisław Papierkowski
Zdzisław Jan Papierkowski (ur. 29 marca 1903 w Schodnicy, zm. 18 listopada 1980 w Lublinie) – polski profesor prawa, specjalista z zakresu prawa karnego.

## Życiorys
Był synem Jana Papierkowskiego i Sabiny z domu Czołońskich. W latach 1913–1918 uczył się w gimnazjum w Jaśle, a w latach 1918-1921 w Samborze, po czym odbywał studia prawnicze we Lwowie. Studiował jednocześnie na Uniwersytecie Lwowskim oraz na tamtejszej Wyższej Szkole Handlu Zagranicznego. W 1924 roku, tj. na ostatnim roku swych studiów przejął obowiązki asystenta na wydziale prawa, którą to funkcję pełnił do października 1933 roku. Dnia 2 lipca 1925 roku otrzymał tytuł magistra prawa Uniwersytetu im. Jana Kazimierza. Po ukończeniu studiów prawniczych uczęszczał jeszcze przez 4 lata na wykłady z historii na Wydziale Humanistycznym UJK. Dnia 22 grudnia 1927 roku uzyskał stopień doktora nauk prawnych. W latach 1930–1931 przebywał za granicą doskonaląc wiedzę z zakresu prawa karnego na uniwersytetach w Wiedniu, Innsbrucku, Berlinie, Münster oraz w Bibliotece Narodowej w Paryżu. W 1933 roku został docentem, początkowo ze specjalnością z zakresu postępowania karnego później zaś także z zakresu prawa karnego materialnego.
Podczas pobytu we Lwowie, prof. Papierkowski zdobył aplikację sędziowską i pełnił funkcję sędziego grodzkiego a później sędziego okręgowego-śledczego, a także prowadził wykłady na Uniwersytecie Jana Kazimierza. Od 1931 roku przebywał w Lublinie, pracując tam do 1939 roku m.in. jako sędzia okręgowo-śledczy. Podczas pobytu w Lublinie prof. Papierkowski wykładał na Katolickim Uniwersytecie Lubelskim. Dnia 19 sierpnia 1937 roku, uzyskał tytuł profesora nadzwyczajnego KUL z zakresu prawa karnego materialnego i postępowania karnego. 
Podczas II wojny światowej prof. Papierkowski pracował w tartaku, trudnił się drobnym handlem i zbieraniem ziół, przebywając w Dęblinie, Rudzie Różanieckiej oraz Iwoniczu-Zdroju. 
Po zakończeniu wojny, dnia 5 stycznia 1946 roku, został profesorem zwyczajnym z zakresu prawa karnego materialnego i postępowania karnego. Podczas pracy na KUL,  kierował Katedrą i Zakładem Prawa Karnego Materialnego i Procesowego na Wydziale Prawa i Nauk Społeczno-Ekonomicznych.  Przez dwa lata pełnił też obowiązki dziekana tego wydziału. Po jego likwidacji, wykładał współczesne prawo polskie na Wydziale Prawa Kanonicznego, psychologię kryminalną na Wydziale Filozofii Chrześcijańskiej oraz historię państwa i prawa w nowożytnych państwach słowiańskich na Wydziale Nauk Humanistycznych. Pełnił funkcję prorektora KUL,  a w ostatnich 2 latach przed przejściem na emeryturę, był również prodziekanem Wydziału Prawa Kanonicznego. Był członkiem Towarzystwa Naukowego KUL działającym w jego zarządzie.
Jego dorobek naukowy obejmuje 218 drukowanych pozycji, w tym: książki, monografie, skrypty, artykuły, recenzje i glosy, z zakresu prawa karnego materialnego i procesowego. 
Za swą działalność, odznaczony został Krzyżem Kawalerskim i Krzyżem Oficerskim Orderu Odrodzenia Polski oraz medalem za zasługi dla Katolickiego Uniwersytetu Lubelskiego.